# Evolution: The Game of Intelligent Life
Evolution: The Game of Intelligent Life — компьютерная игра в жанрах стратегии в реальном времени и симулятора бога, выпущенная Crossover Technologies и Discovery Channel Multimedia в 1997 году. Игрок управляет совокупностью популяций разных видов наземных позвоночных на изменяющейся карте мира, а также их эволюцией, с целью поддержания наибольшей биомассы, видового разнообразия и возникновения более совершенных организмов, в том числе обладающих разумом.

## Сценарии
Игра может проходить по нескольким сценариям.
- Полная игра начинается 360 млн лет назад и заканчивается через 30 млн лет после «нашей эры» (что в соответствии с масштабом игрового времени занимает 6 часов), или же в момент возникновения разума.
- Палеозойский сценарий отличается от других тем, что конец игры наступает не только по истечении времени и при развитии разума, но и при появлении первого динозавра.
- Мезозойский сценарий.
- Кайнозойский сценарий.

Возможна как игра на случайно сгенерированной компьютером планете, так и на «Земле». Планета не пребывает неподвижной, континенты и границы природных зон постоянно перемещаются.
Участвовать в игре может от одного до шести игроков. В начале полного и палеозойского сценария каждому даётся одна популяция, относящаяся к одному из игровых видов (в реальности это различные таксономические единицы от рода до отряда) первых наземных позвоночных, в начале мезозойского и кайнозойского — по одной популяции трёх видов, существовавших в начале соответствующего периода.

## Виды и популяции
Каждый из 162 игровых видов может существовать лишь под контролем одного игрока, однако если он вымрет, то может быть развит вновь любым другим игроком. С этим связан один из аспектов стратегии игры — захват ключевых позиций на дереве эволюции и отрезание соперникам возможности развивать целые группы организмов.
Вид состоит из юнитов-популяций, перемещающихся по карте мира и имеющих область проживания, состоящую из 19 клеток. В зависимости от условий (ландшафт, температура, влажность и т. д.), сложившихся в данной области, определяется динамика популяции: будет ли её численность расти или снижаться. Немалую роль в этом играют конкуренция с другими популяциями своего и чужих видов, а также наличие в этой же области хищников, а для хищников — подходящих жертв. Достигшая определённых максимальных размеров популяция разделяется на две самостоятельных. Игрок может управлять передвижением популяций своих видов для захвата новых территорий или освобождения пространства для более перспективных организмов. В то же время популяции могут и самостоятельно мигрировать на небольшие расстояния в поисках лучших условий для жизни.
Особый тип юнитов составляют хищники, которым игрок может отдать приказ атаковать ту или иную популяцию (как другого игрока, так и свою). В случае успеха эта популяция будет полностью уничтожена, возможны и случаи победы атакованной популяции.

### Эволюция
Скорость эволюции зависит от степени процветания вида (численность, кормовые ресурсы). Игрок может принимать решение о направлении эволюции каждого вида в сторону адаптации к среде обитания (увеличивается количество корма, которое популяция может извлечь), к охоте или защите от конкретного вида, а также на возникновения нового вида из списка возможных потомков исходного.
Древо эволюции в игре допускает полифилетическое происхождение крупных таксономических групп, таких как, например, птицы, то есть появление перьев и способности к полёту может возникать в разное время у разных видов в разных местах. По словам разработчиков, это решение было продиктовано необходимостью создать более гибкую эволюционную схему для улучшения геймплея. Кроме того, большая часть игровых видов может развиться из разных предков, однако в ходе игры реализуется лишь одна из таких возможностей. Некоторые варианты хода эволюции фантастичны: например, возможно происхождение динозавров от анапсид-парейазавров.
В игре нет популяций водных организмов: ни рыб (кистепёрые рыбы однако указаны в игровом справочнике как предки первых доступных игрокам видов), ни вернувшихся в водную среду обитания плезиозавров, ихтиозавров, ластоногих, китообразных и т. д. Открытый океан не заселён.

### Разумные виды
Помимо Homo sapiens, развивающегося из австралопитека (его предком, в свою очередь, в игре является дриопитек), в игре допускается возникновение других разумных видов.
- Saurosapiens является потомком велоцирапторов, переходной формой от которых является Prosaurosapiens (аналог австралопитека для людей)
- Psitaccisapiens происходит от попугаев, переходная форма Propsittacisapiens
- Vombatus sapiens развивается из вомбатов, переходная форма Vombatus prosapiens
- Elephasapiens является потомком слонов, переходная форма Proelephasapiens

Все эти виды осваивают прямохождение и создают цивилизацию мало отличающуюся от человеческой. В заключительном ролике демонстрируется панорама альтернативного Нью-Йорка, отличающегося от настоящего лишь обликом Статуи Свободы, соответствующим разумному виду, развившемуся в данной игре.
Появление разумных видов приводит к концу игры, сами они в ней не участвуют.

## Время
В игре выделяется пять эпох:
- Каменноугольный период
- Пермский период
- Ранний мезозой (триас, юрский период)
- Меловой период
- Кайнозой (палеоген, неоген и время до конца игры за 30 млн лет в будущее)

Каждая из них характеризуется своим климатом, что оказывает влияние на животный мир. Также большинство видов имеет оптимальную для жизни эпоху, вне которой её популяции собирают пищу менее эффективно. Переход от одной эпохи к другой жёстко не фиксирован: начиная с определённого времени вероятность этого события начинает нарастать.
Масштаб игрового времени меняется. В палеозое это 2 млн лет в минуту, в мезозое 1 млн лет в минуту, в кайнозое — 500 тыс. лет в минуту.

## Катастрофы
В игре возможен ряд катастроф, среди которых падение метеоритов, столкновение с кометой, взрыв сверхновой, катастрофическое извержение вулкана и землетрясение, период повышенного вулканизма, ледниковый период. Все они приводят к локальной гибели популяций, вымиранию части видов и часто к смене эпохи. Возможны как режимы случайных катастроф, катастроф, происходящих в то же время что и на Земле, а также вызов катастрофы игроком.

## Победа
Победа присуждается тому игроку, который к моменту окончания игры набрал больше всего очков. Очки даются за
- Накопленную биомассу всех видов. Кумулятивная величина, к которой каждые 1-4 млн лет прибавляется текущая биомасса.
- Каждый развитый вид организмов (50 очков).
- Развитие первого вида крупной группы организмов, как таксономической (динозавров, птиц, приматов и т. д.), так и экологической (летающие виды, хищники), от 50 до 200 очков.
- Развитие разумного вида (+50 % набранных очков, что не всегда означает победу). В палеозойском сценарии аналогичный бонус можно получить развив первый вид динозавра.